# چولی (پوشاک)

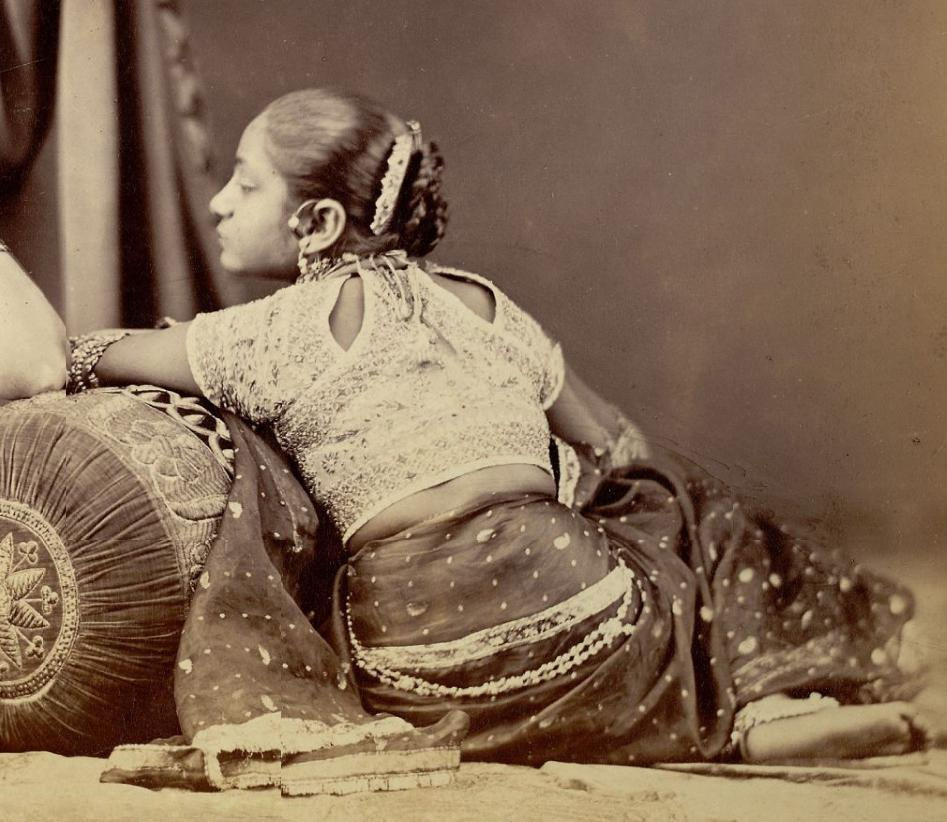
زنی که چولی پوشیده‌است.

چولی (گجراتی: ચોળી) یک بلوز (پوشاک) یا یک لباس بالاتنه مانند است که معمولاً کوتاه است و قسمت میانی آن خالی است، همراه با ساری (پوشاک) در شبه‌قاره هند پوشیده می‌شود. چولی همچنین بخشی از لباس گاگرا چولی در شبه قاره هند است.